# Dorcadion crassipes
Dorcadion crassipes es una especie de escarabajo longicornio de la subfamilia Lamiinae. Fue descrita científicamente por Ballion en 1878.
Se distribuye por Kazajistán. Mide 16-27 milímetros de longitud. El período de vuelo ocurre en los meses de mayo y junio.